# Földeák
Földeák è un comune dell'Ungheria di 3.318 abitanti (dati 2001). È situato nella contea di Csongrád-Csanád.